# S!sters
S!sters, eller bara Sisters, är en tysk musikduo som representerade Tyskland i Eurovision Song Contest 2019 med låten "Sister". Duon består av Laurita Spinelli och Carlotta Truman. Truman var finalist i säsong 3 i talangshowen Das Supertalent och The Voice Kids 2014.